# Staatssicherheit (Tschechoslowakei)
Die Staatssicherheit (tschechisch: Státní bezpečnost, kurz StB bzw. slowakisch: Štátna bezpečnosť, kurz ŠtB) war die Geheimpolizei und ein Geheimdienst der Tschechoslowakei von 1948/49 bis 1989.
Neben der normalen Polizei, der Öffentlichen Sicherheit, war die StB Teil des Korps der nationalen Sicherheit (Sbor národní bezpečnosti, kurz SNB, bzw. slowakisch Zbor národnej bezpečnosti, ZNB) und Nachfolgeinstitution der 1945 gegründeten Obranné zpravodajství (OBZ). Neben der StB existierte noch die Rozvědka, die Abteilung für Auslandsspionage des SNB, als eigenständiger Geheimdienst.

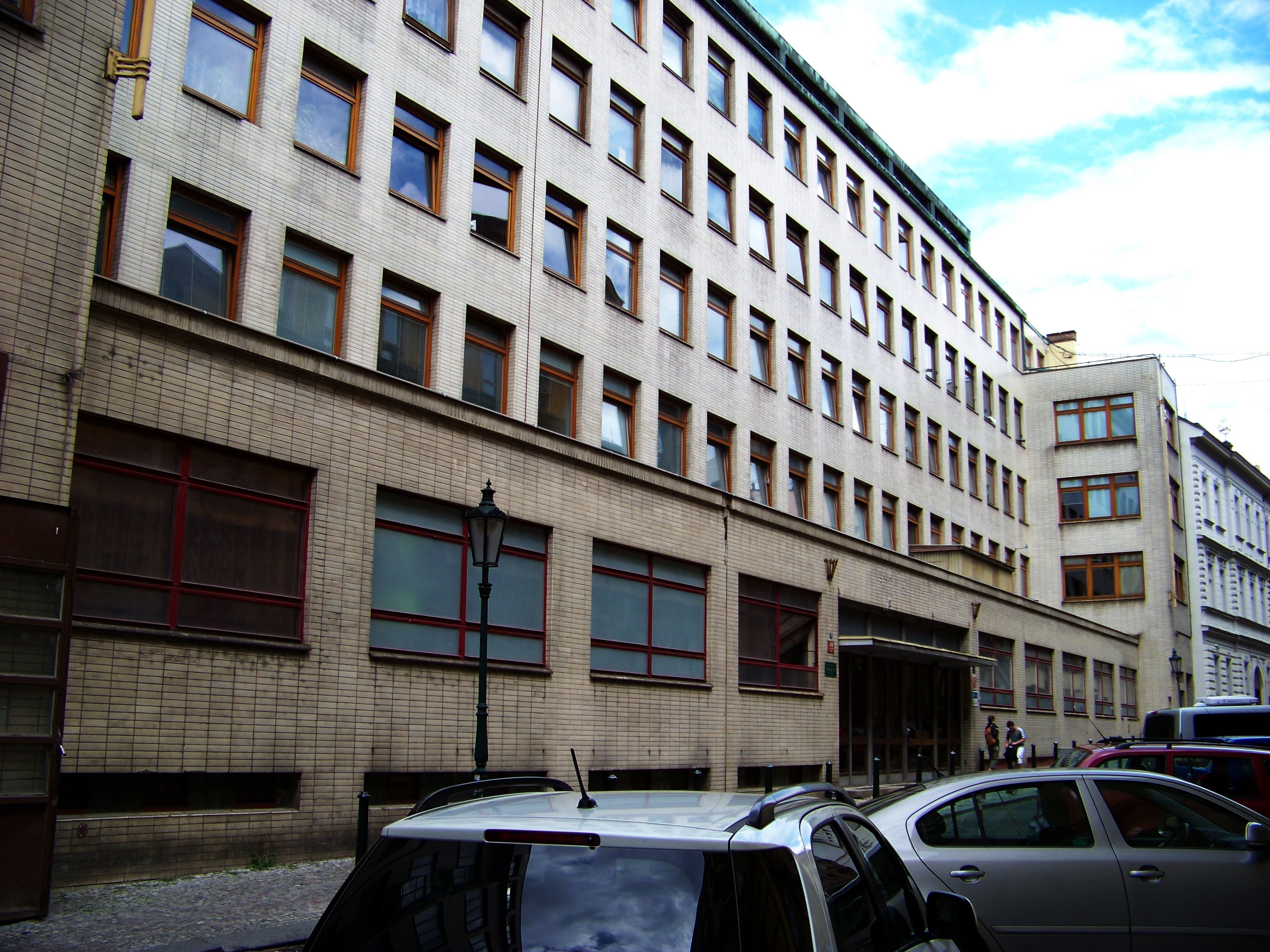
Ehemaliger Sitz der StB in der Bartolomějská ulice, Prag

## Geschichte

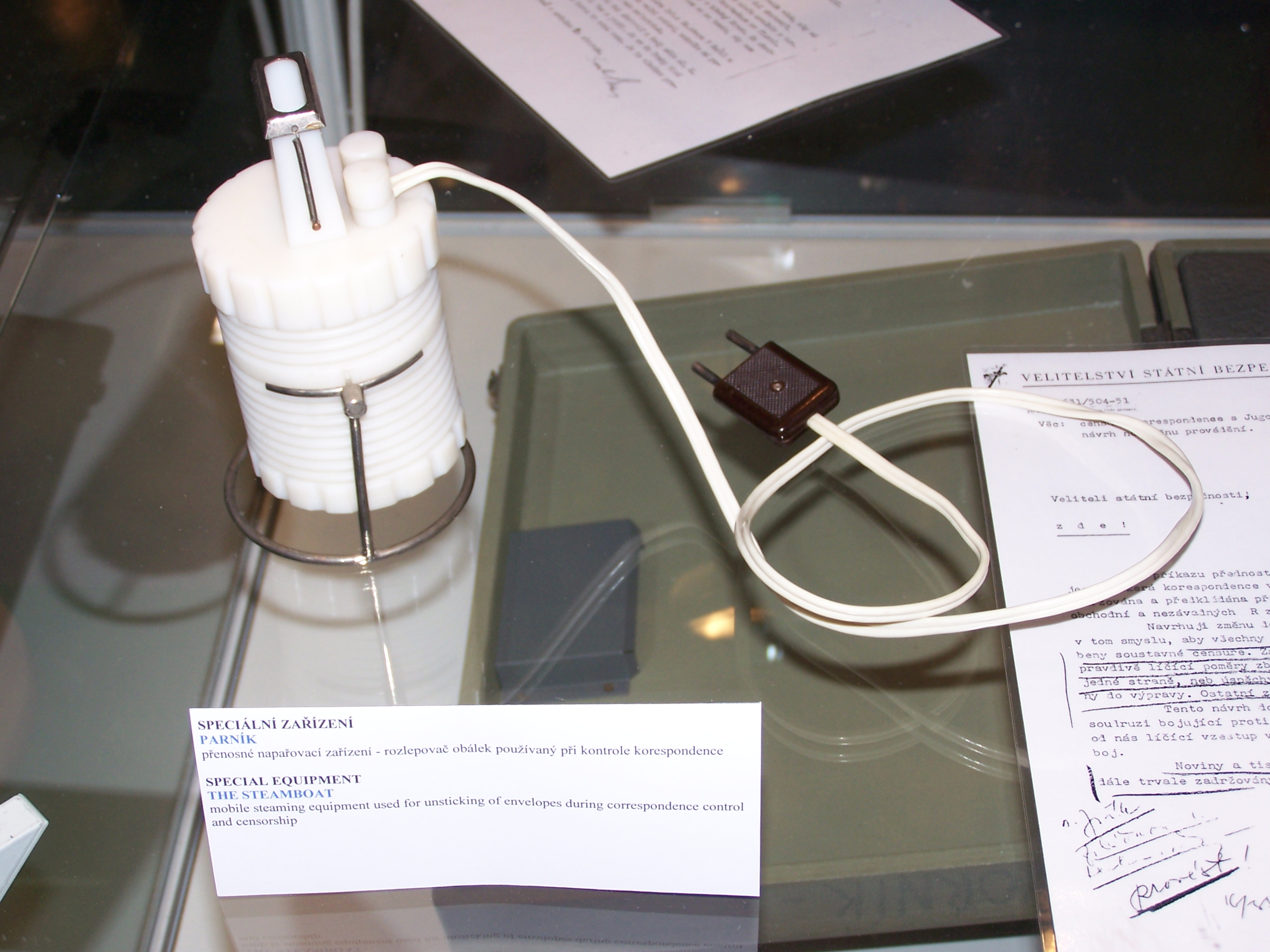
Brieföffner aus den Beständen der StB

Gegründet wurde die StB 1945 durch das tschechoslowakische Innenministerium als Teil des staatlichen Sicherheitsapparates. Sie stand bereits vor dem Februarumsturz 1948 unter Kontrolle der Kommunistischen Partei. Seitdem war der unter Anleitung sowjetischer Berater aufgebaute Geheimdienst das wichtigste Repressionsorgan des kommunistischen Regimes, das besonders in der Zeit des Spätstalinismus unter Staats- und Parteichef Klement Gottwald mit allen Mitteln echte und vermeintliche Gegner der neuen Machthaber verfolgte und terrorisierte. Seine Aufgaben waren mit denen des Ministeriums für Staatssicherheit in der DDR vergleichbar.
In den Jahren 1948 bis 1951 versuchte die StB mit der Operation Grenzstein Republikflüchtige zu fassen. Dabei wurden in der Nähe zur deutschen Grenze mehrere falsche Grenzposten errichtet. Die Flüchtigen wurden teilweise zur Flucht durch verdeckt operierende Agenten der StB überredet. Wähnten sich die Flüchtigen bereits im deutschen Ausland, so gaben sie den falschen Grenzbeamten in deutschen oder US-amerikanischen Uniformen bereitwillig Auskunft über regimekritische Verwandte und Freunde, die daraufhin ebenfalls verhaftet wurden.
Der StB angegliedert war eine nach KGB-Vorbild geschaffene Abteilung für Auslandsspionage, die „Aufklärungshauptverwaltung“, Deckname „1. Verwaltung“ (Hlavní správa rozvědky, 1. správa; slowakisch Hlavná správa rozviedky, 1. správa), welche insbesondere in Österreich und den USA aufgrund der großen Zahl dortiger Exiltschechoslowaken aktiv war. Im Oktober 1962 brachte die StB den slowakischen Flüchtling Emil Švec durch eine Entführung aus Österreich in seine Gewalt. Während der Zeit des Prager Frühlings kam es zu Spannungen zwischen der StB und der Rozvědka. Während die StB auf moskautreuer Linie blieb, distanzierte sich die Rozvědka von stalinistischen Methoden und unterstellte sich voll der Regierung Dubček. Kurzzeitig wurde die Auslandsspionage sogar ganz aus der Kompetenz des Innenministeriums herausgelöst. Nach dem August 1968 wurde die Rozvědka jedoch von Unterstützern des Reformkommunismus gesäubert und wieder gemeinsam mit der StB unter das Dach des SNB gestellt.
Im Jahr 1977 konnte die StB einen ihrer Agenten im Westen installieren. Josef Hodic war einer der Unterzeichner der Charta 77 und floh dann mit zahlreichen anderen politisch Verfolgten nach Österreich, wo er sich sehr aktiv in Emigrantenkreisen bewegte. Erst durch seine Rückkehr in die ČSSR im Juni 1981 wurde klar, dass er kein Flüchtling, sondern ein Agent gewesen war.
Ende der 1980er Jahre beschäftigte die StB etwa 18.000 hauptamtliche Mitarbeiter, bevor er im Zuge der Samtenen Revolution auf Weisung von Ministerpräsident Marián Čalfa an den damaligen Innenminister Richard Sacher, am 15. Februar 1990 aufgelöst wurde.
Als indirekte Nachfolgeinstitutionen entstanden der Inlandsgeheimdienst Úřad pro ochranu ústavy a demokracie (Amt für Verfassungsschutz und Demokratie) und der Auslandsgeheimdienst Úřad pro zahraniční styky a informace (Amt für Auslandsbeziehungen und Informationen).

## Probleme der Vergangenheitsbewältigung
Als nach 1989 die Bewältigung der eigenen Vergangenheit in der Tschechoslowakei im Gange war, lagen die Unterlagen der Geheimpolizei noch lange unter Verschluss, was unter anderem auch bewirkte, dass man sich gegen Diffamierungen nicht wehren konnte. Der staatlicherseits organisierte Zugang zu den Archiven der StB erfolgte in drei Phasen – 1996, 2002 und 2007:
- 1996 wurde ein Gesetz erlassen, das jedem Bürger den Zugang zu seiner persönlichen Akte garantieren sollte; es wurden insgesamt 20.000 Anträge gestellt, bei etwa 90 Prozent fand man jedoch keine Akte.
- Ein Gesetz von 2002 erleichterte die Zugangsmöglichkeiten und bestimmte, dass die Mitarbeiterlisten veröffentlicht werden müssen – was dann geschah, jedoch enthielten die Akten nur die Grunddaten wie Name, Geburtsdatum und Deckname.
- Durch ein Gesetz vom 2007 wurde das Ústav pro studium totalitních režimů (Institut für das Studium totalitärer Regime) errichtet, das anfing, die archivierten Akten tatsächlich zugänglich zu machen (bereits seit 1995 existiert der Úřad dokumentace a vyšetřování zločinů komunismu – Behörde für Dokumentation und Untersuchung der Verbrechen des Kommunismus – mit ähnlichen Zielen).

Der Historiker Jan Pauer urteilt einerseits, dass die Öffnung der Geheimpolizeiarchive in Tschechien vergleichsweise radikal geschah, bemängelt aber zugleich, dass die Spitzelberichte unkommentiert der Öffentlichkeit vorgelegt wurden und somit Freiräume für Denunziationen schufen. Zahlreiche Schicksale solcher denunzierter Personen wurden in einem beachteten Roman von Zdena Salivarová beschrieben. Ähnlich urteilt auch die Historikerin Muriel Blaive. Insgesamt gab es bis etwa 2006 mehr als 750 Klagen von Personen, denen gerichtlich bescheinigt wurde, dass sie sich zu Unrecht in den StB-Verzeichnissen befanden.

## Öffentliche Listen der Mitarbeiter

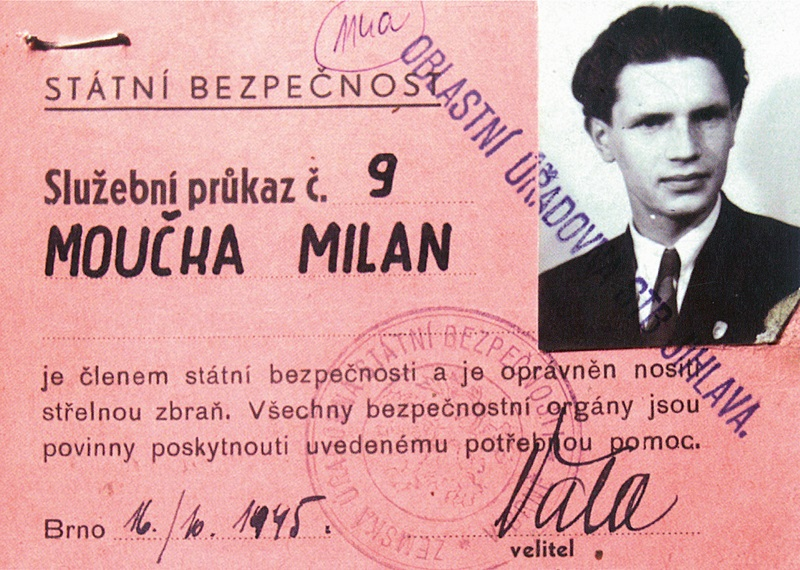
Dienstausweis der StB

Unabhängig von der Gesetzeslage wurden seit Anfang der 1990er Jahre insgesamt drei verschiedene Listen von angeblichen Mitarbeitern der Geheimpolizei veröffentlicht.
1992 machte der ehemalige Dissident Petr Cibulka die später als Cibulkas Listen bekannt gewordenen Unterlagen zugänglich, die etwa 160.000 angebliche Mitarbeiter der Geheimpolizei beinhalteten. Cibulka selber sprach von 200.000 Namen. Dieses Verzeichnis wird bis heute kontrovers diskutiert, weil es außer den tatsächlichen Mitarbeitern auch die Namen von völlig unbeteiligten oder sogar von bespitzelten Opfern enthielt.
Etwa zehn Jahre später veröffentlichte das tschechische Innenministerium eigene Listen der Mitarbeiter der ehemaligen Geheimpolizei, die weniger umfangreich waren. Bei den etwa 75.000 Namen sollte es sich nur um tschechische Bürger und nur um aktive Mitarbeiter handeln, was sich jedoch als nicht stichhaltig herausstellte, wie im Falle der Schauspielerin Jiřina Bohdalová, die gerichtlich eine Klarstellung erreichte, andere, die ihre Tätigkeit offen zugaben, wurden dort nicht geführt.
Mitte 2009 hat der Ökologe und Regionalpolitiker Stanislav Penc ein weiteres Verzeichnis der Mitarbeiter der ehemaligen Geheimpolizei veröffentlicht, das mehr als 770.000 Personen umfassen soll. Auch diese Liste stellte sich als kontrovers heraus.
Die Unterlagen der Geheimpolizei StB befinden sich im Archiv der Sicherheitsdienste in Kanice.

## Mitarbeiter (Auswahl)
- Alfred Frenzel
- Karel Koecher
- Andrej Babiš
- Jan Tříska
- Jaromír Nohavica
- Josef Dvořák
- Vojtěch Jasný
- Václav Neckář
- Geoffrey Robinson
- Amílcar Cabral